# Stöng

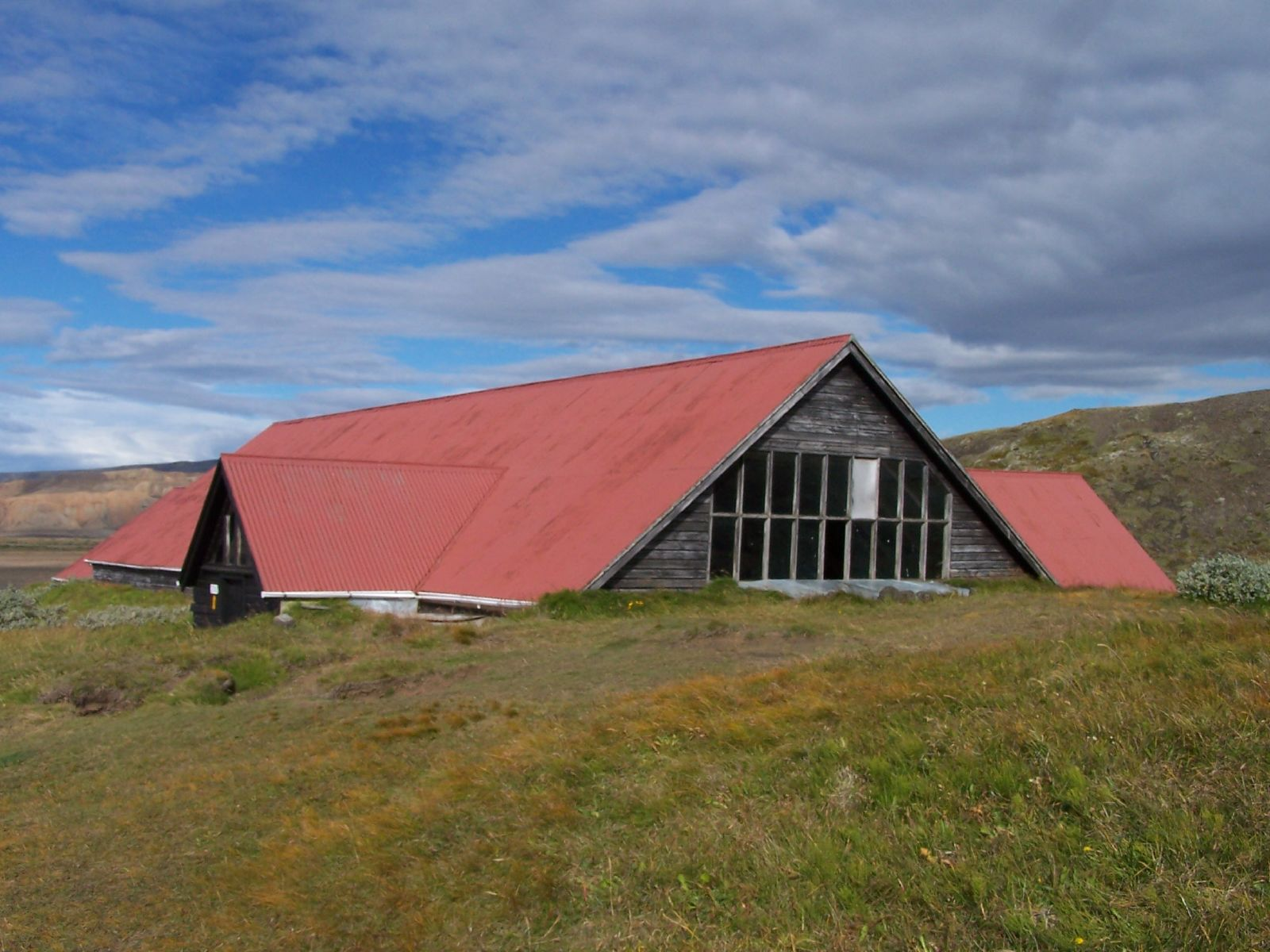
Außenansicht

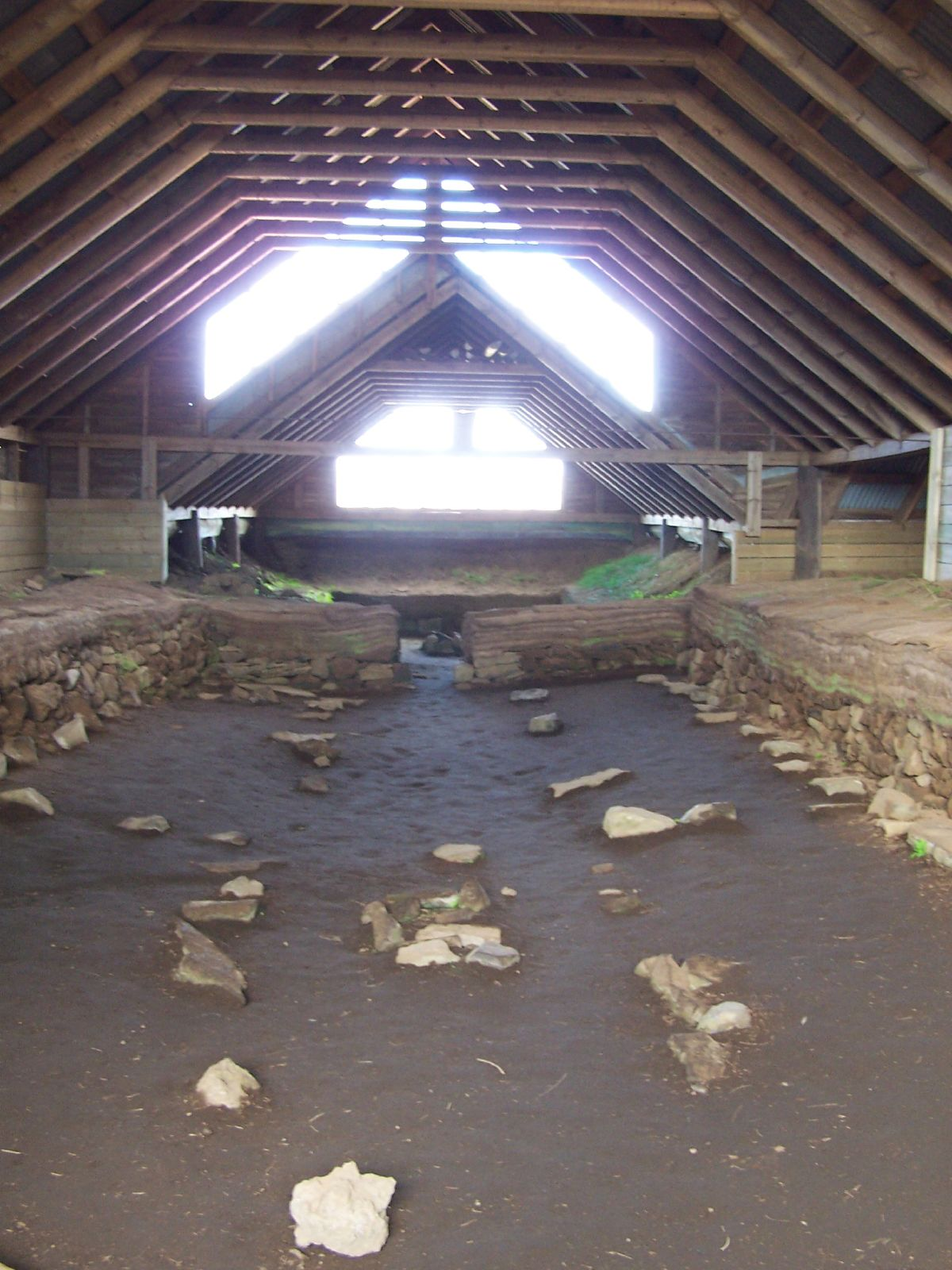
Die überdachte Ausgrabungsstätte

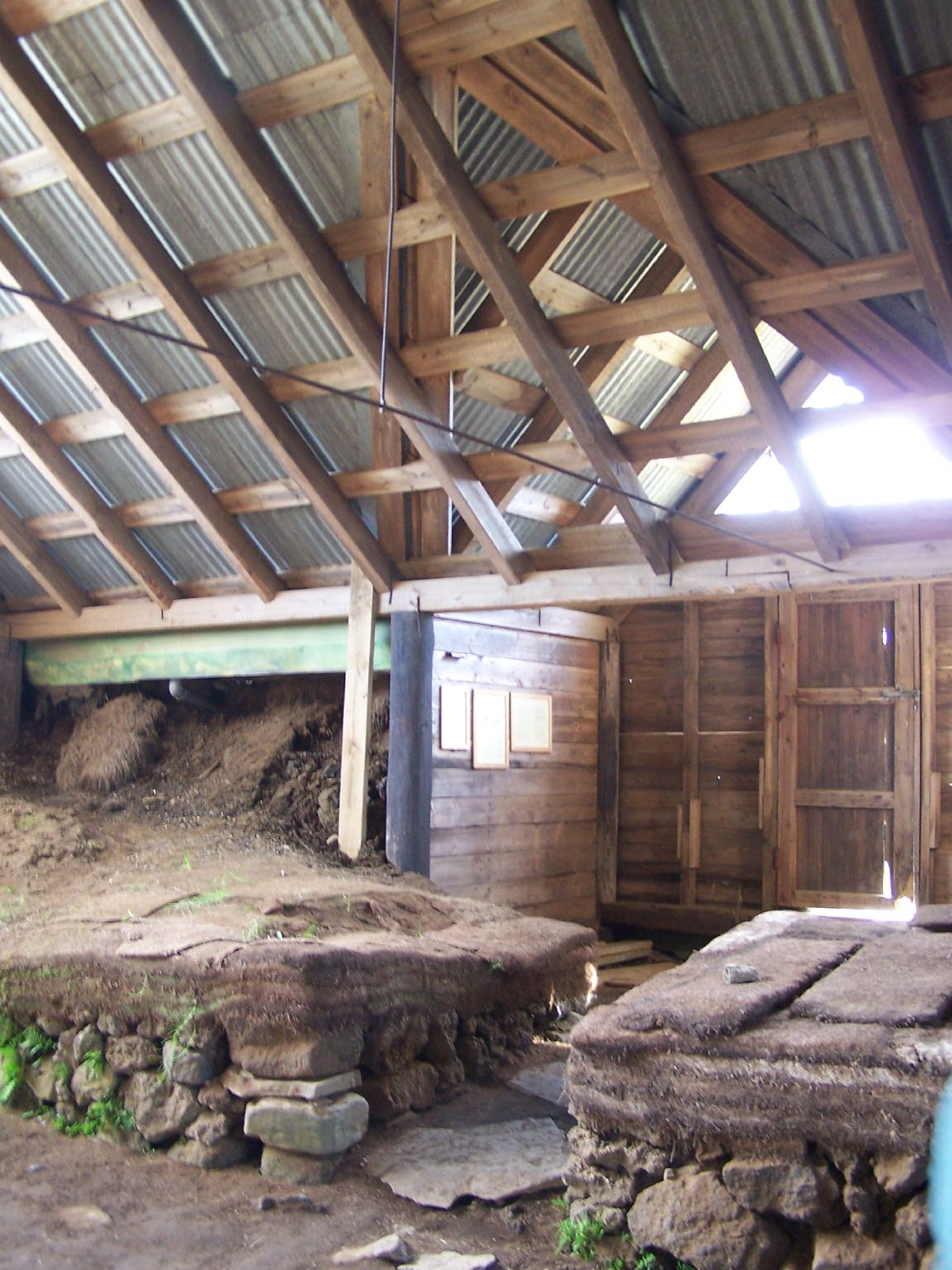
Detail der Grundmauern

Informationstafel vor Ort

Stöng sind die ausgegrabenen Fundamente eines wikingerzeitlichen isländischen Gehöfts.
Der Hof liegt im Þjórsárdalur etwa einen halben Kilometer westlich von Gjáin. Er besteht aus einem Langhaus und wurde vermutlich im Jahr 1104 bei einem Ausbruch des Vulkans Hekla unter Asche begraben.

## Geschichte
1939 wurden die Überreste des Langhauses sowie einer Schmiede und eines Kuhstalls freigelegt.

Die steinernen Fundamente des Hauses wurden zum Schutz gegen Wind und Wetter 1957 überdacht und können besichtigt werden.

Weitere Ausgrabungen in den Jahren 1992–1993 brachten eine Kirche ans Tageslicht, die aus derselben Zeit stammt wie das Langhaus.

Etwa 5 km südwestlich des Ausgrabungsorts wurde eine Rekonstruktion des Hofes und der Kirche von Stöng errichtet, das Freilichtmuseum Þjóðveldisbær.

Für den Ausbau der Besucherplattform wurden im Juli 2023 archäologische Untersuchung notwendig. Dabei wurde östlich von Stöng ein weiteres Haus gefunden. Das Schutzdach soll über das zweite Haus erweitert werden.

## Archäologische Bedeutung
Stöng ist eines der besterhaltenen mittelalterlichen Bauwerke Islands und insbesondere deshalb von großer Bedeutung, weil es ein rares Beispiel der früher in Island praktizierten Holzbauweise darstellt, die später infolge mangelnden Baumaterials aufgegeben werden musste.
Die Ausgrabung Stöngs unter der Leitung des dänischen Archäologen Aage Roussell war Teil einer ganzen Grabungsreihe im Sommer des Jahres 1939. Dabei wurden im Þjórsárdalur fünf weitere Höfe und ein Friedhof freigelegt, sowie im westisländischen Borgarfjörður zwei Höfe.
Das archäologische Forschungsprogramm zu Þjórsárdalur war aus verschiedenen Gründen eines der wichtigsten Islands im 20. Jahrhundert:
- Zum ersten Mal überhaupt wurde in Island Forschung von ausgebildeten Archäologen betrieben.
- Mit den Ausgrabungen von Þjórsárdalur begann die Zusammenarbeit zwischen isländischen Archäologen und Naturwissenschaftlern.
- Im Zusammenhang mit den Ausgrabungen entwickelte der Geologe Sigurður Þorarinsson eine neue Datierungsmethode, die Tephrochronologie.
- Pollenanalysen und umfangreiche Untersuchungen von Skelettrelikten wurden vorgenommen.